# Grubenunglück 1908 auf der Zeche Radbod

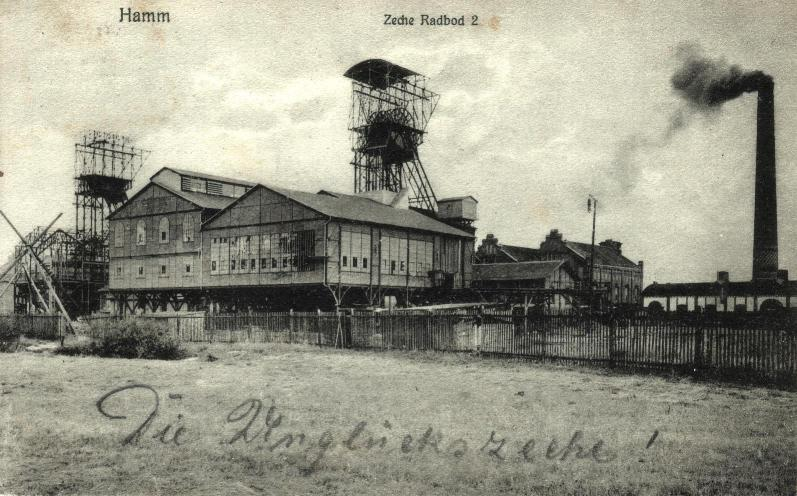
Postkarte, 1908, mit der Handschrift „Die Unglückszeche“

Das Grubenunglück 1908 auf der Zeche Radbod kostete nicht nur 349 Menschen das Leben, es hatte auch erhebliche soziale, politische und technische Folgen. Die Zeche Radbod verlor fast die gesamte Mannschaft der Nachtschicht, die Angehörigen hatten mit finanziellen Problemen fertigzuwerden und lösten eine Welle der Spendenbereitschaft aus, die technische Ausrüstung der Grubenlampen wurde verbessert und die Schaffung unabhängiger Sicherheitsbehörden im Bergbau hatte hier einen ihrer Startpunkte.

## Ablauf des Unglückes

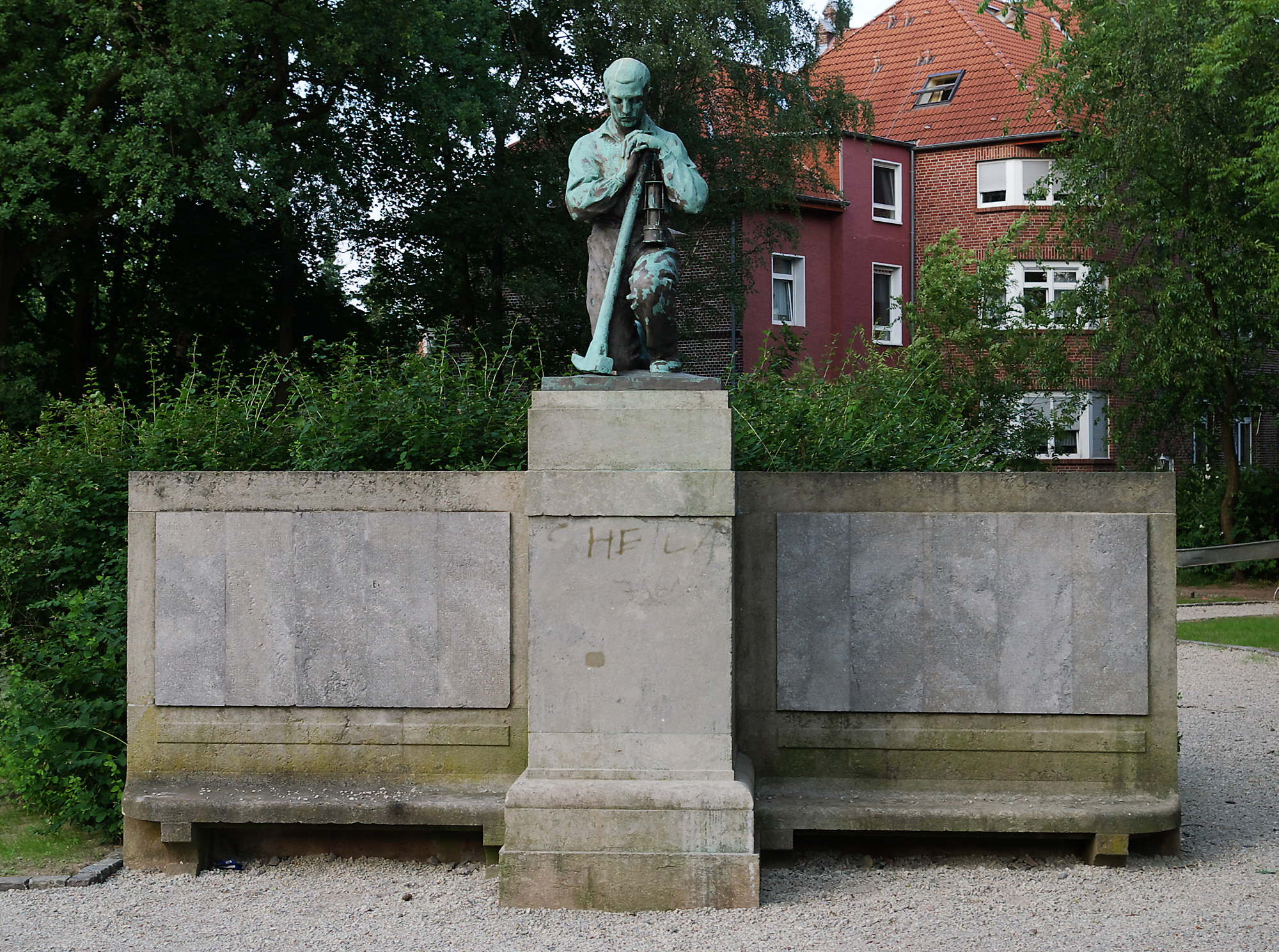
Gedenkstätte in Bockum-Hövel

Am frühen Morgen des 12. November 1908, etwa gegen 4:20 Uhr, ereignete sich in der Zeche Radbod das bis dahin schwerste Grubenunglück des deutschen Steinkohlebergbaus. Entweder durch eine defekte Wetterlampe oder eine durchgeführte Sprengung in einem Flöz wurde auf der dritten Sohle eine schwere Schlagwetterexplosion ausgelöst. Fast die gesamte Mannschaft der Nachtschicht (348 Kumpel) kam ums Leben. 35 weitere wurden teilweise schwer verletzt. Nur 37 der Toten konnten geborgen werden. Sie wurden in zwei Massengräbern auf dem alten Friedhof in Hövel beigesetzt. 288 weitere Tote wurden später gefunden; 23 Bergleute blieben für immer im Berg. Eine andere Quelle macht divergierende Angaben: „Von den 384 Bergleuten, die sich unter Tage befanden, wurden 17 unverletzt, 36 tot und 30 mit schweren Verbrennungen aus der Grube geborgen. 11 von ihnen erlagen später ihren Verletzungen. Infolge der Explosion entwickelte sich ein Grubenbrand, der weitere Rettungsarbeiten unmöglich machte. Daraufhin beschloss die Bergwerksdirektion nur 15 Stunden nach der Explosion, die Schächte zu schließen und die Grube zu fluten. Bei der Wiederaufwältigung (Nutzbarmachung) der Grube 1909/10 wurden 301 Leichen geborgen.“
An das Unglück und die Toten erinnert die Gedenkstätte Zeche Radbod auf dem Ehrenfriedhof für die Opfer im Hammer Stadtteil Hövel.
Die nach der Explosion wütenden Grubenbrände behinderten die Rettungsarbeiten durch Hitze und starke Rauchentwicklung. Mit dem Beschluss, die Rettungsarbeiten zu beenden, wurden deshalb schon 15 Stunden nach dem Unglück die Brandtore geschlossen, die Bewetterung abgeschaltet und die Ventile der Wasserleitungen geöffnet, um die Grube bis 200 m über der ersten Sohle zu fluten. Mit dem Sümpfen der Zeche begann man am 17. Dezember 1908, die Arbeiten dauerten bis zum 25. Februar 1909. Dann unternahm man eine erste Befahrung, um die Schäden zu sichten. Bereits im Oktober wurde mit 701 Bergleuten die Förderung wieder aufgenommen, dennoch zogen sich die Aufwältigungsarbeiten bis ins Jahr 1910 hin.

### Ursachen

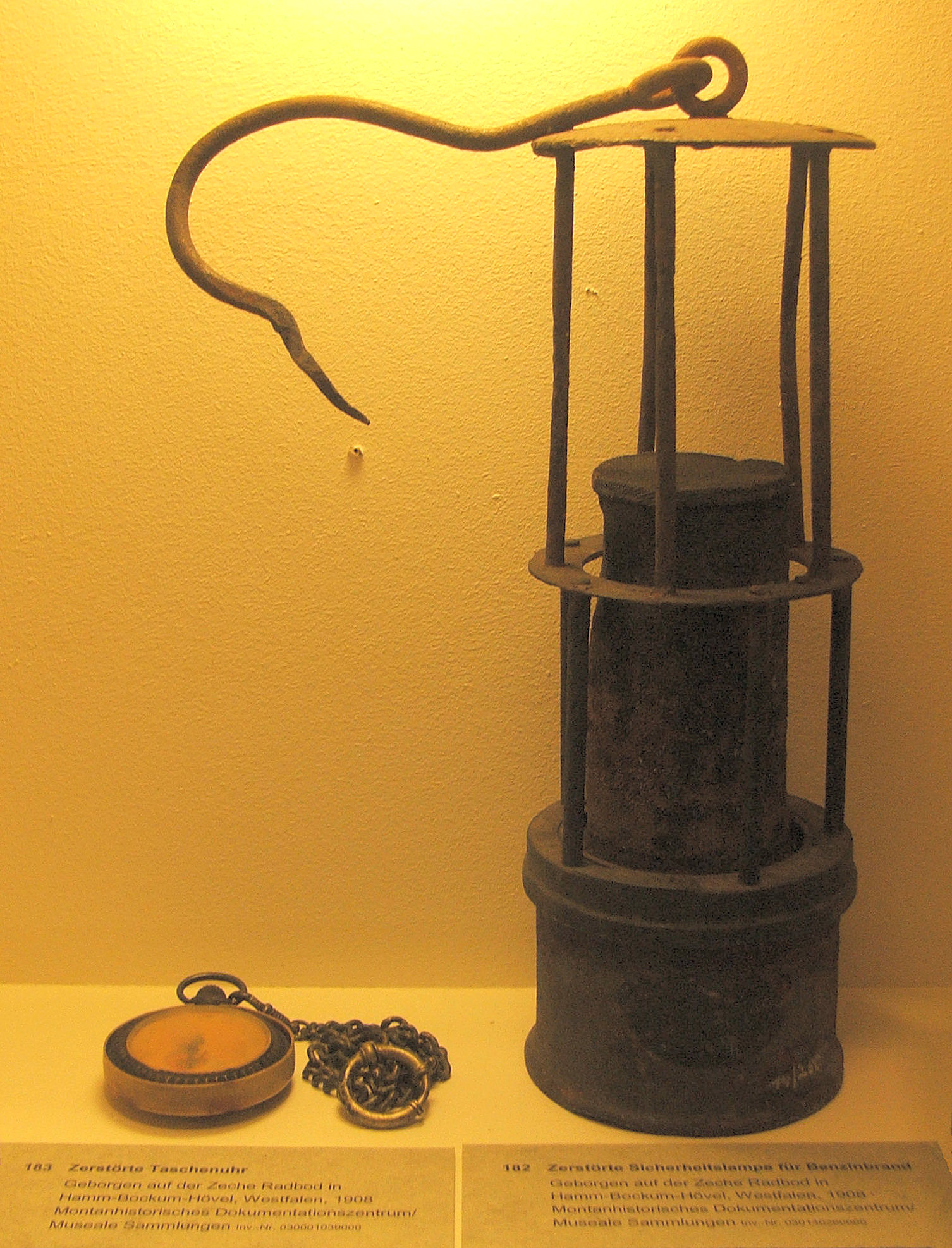
Fundstücke nach dem Unglück: Zerstörte Uhr und zerstörte Grubenlampe

Ausgelöst wurde die Schlagwetterexplosion vermutlich durch eine defekte Benzin-Sicherheitslampe; eine mögliche andere Ursache des Grubenunglücks könnte die gleichzeitig durchgeführte Sprengung in einem Flöz gewesen sein, wie der Einfahrer Moritz Wilhelm in seinen, zusätzlich zum Untersuchungsbericht angefertigten persönlichen Aufzeichnungen aufzeigt.
Auch zuvor hatte es immer wieder Unglücke gegeben, die durch defekte oder unsichere Benzin-Sicherheitslampen ausgelöst wurden. Das (verbotene) Öffnen der Lampe oder eine defekte Lampe konnte jederzeit eine Explosion auslösen.
Neben den Lampen, die ein erhebliches Sicherheitsrisiko bildeten, spielten auch die allgemeinen Bedingungen auf den Schachtanlagen eine Rolle. Sicherheitsmaßnahmen, wie sie heute selbstverständlich sind, waren noch nicht bekannt oder nicht weit verbreitet. Außerdem verteuerten sie den Abbau erheblich und banden Arbeitskräfte. Dies konnte für die Unternehmer, in einer Zeit der rasanten Wirtschaftsentwicklung, in der Eisenbahnen-, Schifffahrt- und Stahlindustrien die Kohle benötigten und der Dampfantrieb in vielen Fabriken noch ohne Alternative war, den Verlust von Marktanteilen bedeuten. In der Folge wurde die Arbeitssicherheit oft vernachlässigt. Daher wurden schon seit längerem Arbeitssperren und Überschichten im Bergwerksbetrieb im Deutschen Reichstag beraten, um Doppelschichten und übermüdete Arbeiter zu vermeiden. Die Beratungen wurden auch am Tag des Unglücks fortgeführt.
Radbod selbst war erst seit zwei Jahren in Betrieb. Die Probebohrungen in diesem neuen Abbaugebiet hatten schon im Vorfeld erhebliche Mengen an Grubengas angezeigt. Moderne Bewetterungsmethoden, mit denen Methanansammlungen vermieden werden können, waren damals noch nicht verfügbar. Seit der Einführung des durch Alfred Nobel erfundenen Dynamits häuften sich bereits die Schlagwetter- und Kohlenstaubexplosionen, so dass 1881 die erste Schlagwetterkommission durch den preußischen Staat einberufen wurde.

### Rezeption
Das Unglück löste eine politische Diskussion über Arbeiterschutzmaßnahmen und Aufsichtspflichten aus, insbesondere wurde ein Arbeitsschutzgesetz gefordert.
Die Nachricht vom Unglück auf der Schachtanlage Radbod verbreitete sich schnell im Laufe des 12. Novembers. Spätestens die großen Abendblätter berichteten von dem Unfall im westfälischen Bergbau. Schon gegen 13:19 Uhr eröffnete der Deutsche Reichstag in Berlin die 160. Sitzung des Hauses mit folgenden Worten: „Meine Herren, bevor ich in die Tagesordnung eintrete, möchte ich denjenigen, welchen es noch nicht bekannt sein sollte, die betrübliche Mitteilung machen, daß eine schwere Grubenkatastrophe im westfälischen Bergrevier stattgefunden hat. Meine Herren, ich glaube in ihrem Sinne zu handeln, wenn ich schon jetzt sage, das wir, der Reichstag, das aufrichtigste Mitleid mit allen denjenigen haben, welche durch diese Katastrophe an Leib und Leben geschädigt worden sind.“ Lebhafte Zustimmung im Saal. „Wir treten in die Tagesordnung ein; erster Gegenstand derselben ist: erste Beratung der Rechnung der Kasse der Oberrechnungskammer …“ Die Tagesordnung des Hauses sah schon vor dem Unglück auch eine Beratung zum Thema Arbeitssperren und Überschichten im Bergwerks-Betrieb vor. So nahm der Abgeordnete Behrens in dieser Debatte schon Bezug zum Unglück und verkündete dem Haus: „Es wurde mir soeben mitgeteilt, das ein sehr großer Teil [der Bergleute] bereits als tot aufgegeben wurde.“
Während das Parlament darüber beriet, wie künftig die Überstunden geregelt werden sollten (so mancher Bergmann arbeitete damals doppelte Schichten), und wie man mit der Schwarzen Liste umgehen solle, die Bergarbeiter namentlich nannte, die künftig nicht mehr eingestellt werden sollten, verbreitete sich die Neuigkeit im Reich und über seine Grenzen hinaus. Noch in die Beratungen an diesem Tag kam die Nachricht, dass nach 15 Stunden die Grube geschlossen und die Wasserhaltung abgeschaltet worden war. Der Abgeordnete Johannes Brejski äußerte sich dazu wie folgt: „Die Grubenverwaltung hat den Bergleuten, welche noch in der Grube waren und vielleicht noch lebten, die Luft durch Schließung der Wetterführung entzogen, hat sie mit einem Schlage getötet.“ Bald nachdem so das Ausmaß der Katastrophe offenkundig war, trafen die ersten Beileidsbekundungen aus dem ganzen Land ein.
Sozialdemokraten und Gewerkschafter äußerten teilweise sehr harsche Kritik an den Sicherheitsbestimmungen und -vorkehrungen. Eitel Friedrich von Preußen, ein Sohn Kaiser Wilhelm II., reiste an, um die Stimmung zu beruhigen.
Der Reichstagsabgeordnete Hermann Molkenbuhr notierte hierzu in seinem Tagebuch:
„Die Bergpolizeibehörde hat die Unfallverhütungsvorschriften zu verbessern, die Ausführung zu überwachen und nach den Unfällen die Untersuchung zu führen. Wird eine Behörde je zugestehen, daß ihre Vorschriften nicht ausreichten oder daß die Überwachung ungenügend war? Ich entwerfe einen Antrag, in welchem die Schaffung einer Reichsbehörde zur Untersuchung von Unfällen im Bergbau gefordert wird. Die Schiffsverluste, die mit großen Opfern an Menschenleben verknüpft waren – der Untergang des Dampfers Schiller an den Scillys und der Untergang der Deutschland an der Themsemündung — führten zur Schaffung der Reichsbehörde zur Untersuchung von Seeunfällen. Warum kann nicht ein ähnliches Amt geschaffen werden, welches auch die Bergpolizei-Behörden überwacht?“
Der niederländische Schriftsteller Herman Heijermans veröffentlichte über dieses Unglück 1911 das Drama Glück auf!.

### Folgen

#### Politisch
Ein Molkenbuhrs Anregung entsprechender Antrag zur Schaffung einer Aufsicht der Bergpolizeien wurde am 23. November als Gesetzesinitiative in den Reichstag eingebracht.
Das Unglück kann somit als einer der wichtigen Ausgangspunkte angesehen werden, unabhängige Sicherheitsbehörden im Bergbau zu schaffen.

#### Technisch
Als Folge dieses Unglücks wurde im Deutschen Reich angeordnet, dass in Schlagwettergruben die Benzinsicherheitslampen als Arbeitsgeleucht abgeschafft und durch neuartige elektrische Sicherheitslampen ersetzt werden. Diese wurden nach der Wiederaufnahme der Förderung im Jahr 1909 zuerst auf der Zeche Radbod eingeführt. Nach der Umstellung durften nur noch Steiger, Wettermänner und Schießhauer Wetterlampen benutzen.
Obwohl beim Grubenunglück in der Zeche Radbod kein Dynamit eingesetzt worden sein soll, lieferte das Unglück doch den Anlass, eine eigene Versuchsstrecke für die Untersuchung von Kohlenstaubexplosionen zu errichten. Da für die 1894 zur Untersuchung von Grubengas- und Kohlenstaub-Explosionen gegründete berggewerkschaftliche Versuchsstrecke 1908 der Umzug vom Gelände der Zeche Consolidation bei Schalke nach Dortmund-Derne anstand und sie gleichzeitig mit der geplanten Versuchsstrecke der Knappschaftsberufsgenossenschaft vereinigt wurde, konnte in den Jahren 1911–1913 die 200 Meter lange Kohlenstaub-Versuchsstrecke (Rohrdurchmesser 1,80 m) errichtet werden. Mit ihr gelang der wissenschaftliche Nachweis, dass bestimmte Kohlenstaubarten Laufexplosionen verursachen können, bei denen die Druckwelle einer gezündeten Staubexplosion fortlaufend abgelagerten Kohlenstaub aufwirbelt und so die Explosion sich durch die Strecken unter Tage ausbreitet, wobei der Explosionsdruck immer stärker wird.
Dieser an sich in Fachkreisen durchaus bekannte Effekt war von einigen Bergwerksbetreibern bis dahin immer noch bestritten worden. Diese 200-m-Strecke wurde bis 2013 benutzt, um im Zweifelsfall die Explosionsgefährlichkeit bestimmter Kohlenstäube zu prüfen.

#### Wirtschaftlich
Wirtschaftlich hatte die finanzielle Belastung aus dem Grubenunglück für die Betreibergesellschaft Trier mbH erhebliche, langjährige Folgen, die in dem Verkauf eines Teils ihrer Berechtsame an die Essener Steinkohlenbergwerke AG und der Zusammenlegung (1919) mit dem Köln-Neuessener Bergwerksverein gipfelten.